# Korol i Xut
Korol i Xut - Король и Шут (rus); literalment, “rei i bufó” - és un grup de punk rock de l'estil horror punk rus. Les seves cançons són inspirades en faules i contes medievals, i mesclen els estils de folk i rock. Originaris de Sant Petersburg, la banda es formà el 1988 amb el nom de Kontora, el grup va canviar el nom pel de Korol i Xut el 1992. Els fundadors de la banda eren companys d'escola, Mikhaïl "Gorxok" Gorxeniov, Aleksandr "Balu" Balunov i Aleksandr "Porútxik" Txigóliev. El 1990 se'ls uní Andrei "Kniaz" Kniàzev, i el 1996, després de l'àlbum Akústitxeski albom s'incorporà al grup Maria "Maixa" Nefiódova com a violinista, i el guitarrista Iakov Tsvirkunov el 1997. El grup gravà per primer cop en un estudi semi-professional el 1991, la seva música de mica en mica es va anar difonent per les ràdios locals i ràpidament van començar una sèrie d'espectacles per tot Sant Petersburg. Des del 1993 la seva popularitat va augmentar, i va ser aleshores que varen començar a actuar també a Moscou. El seu primer àlbum, Bud kak doma pútnik, és del 1994 amb un èxit relativament baix. El 1996 aconseguiren el primer gran reconeixement, tant en vendes com en l'àmbit musical rus, amb l'àlbum Kàmnem po gólove.

## Àlbums
- 1996 Король и Шут (Rei i Bufó)
- 1996 Камнем по голове (Cop de roc al cap)
- 1999 Акустический альбом (Àlbum acústic)
- 1999 Ели мясо мужики (Homes menjaven carn)
- 2000 Герои и злодеи (Herois i vilans)
- 2000 Собрание (Reunió)
- 2000 Будь как дома, Путник (Estigues com a casa, viatger)
- 2001 Как в старой сказке (Com en un conte de fades)
- 2002 Жаль, нет ружья! (Llàstima, no tinc escopeta)
- 2003 Мёртвый анархист (Anarquista mort)
- 2004 Бунт на корабле (Enrenou al vaixell)
- 2006 Продавец кошмаров (Venedor de malsons)
- 2008 Тень Клоуна (L'ombra del pallasso)
- 2010 Театр Демона (El teatre del Dimoni)